# О Корле
О Корле (фр. Haut-Corlay) насеље је и општина у северозападној Француској у региону Бретања, у департману Приморје која припада префектури Сен Бријек.
По подацима из 2011. године у општини је живело 691 становника, а густина насељености је износила 26,95 становника/km². Општина се простире на површини од 25,64 km². Налази се на средњој надморској висини од 220 метара (максималној 306 m, а минималној 163 m).

## Демографија
| 1962. | 1968. | 1975. | 1982. | 1990. | 1999. | 2011. |
| ----- | ----- | ----- | ----- | ----- | ----- | ----- |
| 791   | 851   | 785   | 751   | 734   | 714   | 691   |

График промене броја становника у току последњих година